# Xã Allin, Quận McLean, Illinois
Xã Allin (tiếng Anh: Allin Township) là một xã thuộc quận McLean, tiểu bang Illinois, Hoa Kỳ. Năm 2010, dân số của xã này là 919 người.